# گودو، نانورو

گودو شهری در شهرستان نانورو در استان بولکیمده در بورکینافاسوی غربی مرکزی است جمعیت آن ۸۹۴ نفر است.